# Korányi Jakob
Jakob Koranyi (Stockholm, 1983. május 28. –) magyar származású svéd csellista.

## Élete és pályafutása
5 éves korában kezdte zenei tanulmányait. 2009 novemberében megnyerte a 9. Rosztropovics csellóverseny 2. nagydíját Párizsban. Ezen kívül különdíjat kapott Sosztakovics 1. csellókoncertjének tolmácsolásáért. Ezzel az egyik legérdekesebb fiatal zenésszé vált Skandináviában.
Számos nemzetközi díjat és ösztöndíjat kapott pályafutása során. A Svájcban megrendezett Verbier fesztiválon elnyerte a Prix d'Honneur és Ferminich Prize díjakat. Szakmája területén megkapta a legtöbb ismert svéd díjat; 2006-ban elnyerte a Solistpriset (Svéd Szólistadíj) nevű elismerést, amely egyebek mellett egy lemez megjelenését eredményezte. Az albumot széles körben dicsérték a kritikusok. A kiadványon Johannes Brahms, Benjamin Britten és Ligeti György műveinek tolmácsolásai találhatóak meg. 2011-ben neki ítélték az újonnan alapított Norvég Szólistadíjat is.
Koranyi tagja a New York-i székhellyel rendelkező The Chamber Music Society of Lincoln Center's CMS Two nevű programnak, amelynek köszönhetően rendszeresen koncertezik az Amerikai Egyesült Államok területén.